# Botryococcus
Botryococcus ist eine Gattung koloniebildender Grünalgen aus der Klasse der Trebouxiophyceae. 

## Merkmale
Die Vertreter besitzen kugelige bis länglich ovale Einzelzellen. Diese sind durch eine zähe Gallerte zu großen Kolonien verbunden. Die Einzelzellen besitzen einen einzelnen Zellkern und einen einzelnen Chloroplasten. Dieser ist wandständig, topfförmig und besitzt ein Pyrenoid. Im Zellinneren sind meist gelbe Öltropfen vorhanden, die auch in die Gallerte abgegeben werden können. Sind die Öltropfen in großer Menge vorhanden, erhöhen sie den Auftrieb der Kolonie derart, dass die Kolonie zur Wasseroberfläche aufsteigt und dort dichte Filme bilden kann. 
Die ungeschlechtliche Fortpflanzung erfolgt durch Bildung von Autosporen. Zu große Kolonien können auch einfach zerfallen. Geschlechtliche Fortpflanzung ist bei Botryococcus nicht bekannt.

## Vorkommen
Botryococcus kommt im Plankton vorwiegend von nährstoffreichen Gewässern vor. Sie sind auch in zeitweise austrocknenden Tümpeln anzutreffen.

## Systematik
Botryococcus wurde in der Vergangenheit verschiedenen Gruppen der Grünalgen zugeordnet. Neuere Untersuchungen sehen die Gattung konsistent als Vertreter der Klasse Trebouxiophyceae. Algaebase stellen die Gattung als incertae sedis in diese Gruppe.
Die Gattung Botryococcus umfasst wenige Arten. Algaebase nennt ca. 20 anerkannte Arten.
Ausgewählte Vertreter: 
- Botryococcus braunii

## Belege
- Karl-Heinz Linne von Berg, Michael Melkonian u. a.: Der Kosmos-Algenführer. Die wichtigsten Süßwasseralgen im Mikroskop. Kosmos, Stuttgart 2004, ISBN 3-440-09719-6, S. 170.